# Niederländische Armenkasse
Die Niederländische Armenkasse, gegründet als Niederländische Armen-Casse, ist eine Hilfsorganisation in Hamburg.

## Geschichte
Seit 1567 kamen protestantische Flüchtlinge aus den Niederlanden nach Norddeutschland. 1581 gründeten sie in Altona die Niederländische Armenkasse als Hilfseinrichtung für arme oder kranke Landsleute, die sich auf der Durchreise befanden. 1585 kam eine gleichnamige Einrichtung in Hamburg hinzu. Da ihnen die ortsansässigen kirchlichen Organisationen keine Hilfe gewährten, bauten sie eine eigene Hilfsorganisation auf, die die finanzielle Situation der unterstützten Personen streng kontrollierte. Eine derartige Prüfung war in anderen Einrichtungen der Hamburger Armenpflege erst deutlich später zu finden.
Zu den Gründungsmitgliedern der Einrichtung gehörten Gillis de Greve und Willem Amsinck. Zwölf Vorsteher verwalteten die Organisation. Einer davon amtierte als Jahrverwalter. Er nahm wöchentlich die von zwei Niederländern eingesammelten Spenden entgegen und überreichte sie zunächst wöchentlich, danach auch in längeren Zeitabständen, an bei der Kasse registrierte Empfänger. Die Armenkasse erhielt auch Spenden und Erbschaften begüterter Personen aus den Niederlanden. 1586/87 bezogen zehn Personen Hilfe der Kasse, 1601 weitere 25. Der Jahrverwalter konsultierte ab 1665 alle Zahlungsempfänger mindestens einmal pro Jahr, um deren Hilfsbedürftigkeit zu kontrollieren.
Hilfsbedürftige bekamen von der Kasse wöchentliche Zuwendungen. Außerdem gewährte die Einrichtung außerordentliche Zuschüsse für Wohnung und Arztbesuche, Heizkosten, Kleidung, Schulbesuche und Bestattungen. Außerdem unterstützte sie bedürftige durchreisende Niederländer. Hilfe konnten nur Bürger niederländischer Provinzen empfangen, die sich zur Confessio Augustana bekannten. 1696 reichten die Einnahmen der Kasse nicht mehr aus, um außergewöhnliche Hilfe leisten zu können. Ab 1711 unterstützte die Einrichtung auch Personen, die keine Niederländer waren. 1780 bezogen 299 Einwohner Hamburgs von dort Hilfe. 1781 stellte die Armenkasse Zahlungen an Nicht-Niederländer wieder ein.
Das Modell der Niederländischen Armenkasse prägte die Fürsorge für arme Personen in Hamburg. Ein Beispiel hierfür ist die 1788 gegründete Allgemeine Armenanstalt. Die Armenkasse, die bis heute existiert, setzte sich auch wesentlich für das Werk- und Zuchthaus und das städtische Waisenhaus ein.